# Archer J. P. Martin

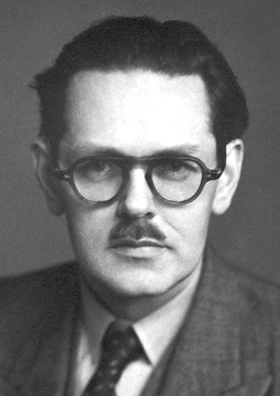
Archer John Porter Martin

Archer John Porter Martin (* 1. März 1910 in London; † 28. Juli 2002 in Llangarron) war ein britischer Chemiker und Nobelpreisträger.

## Biographie
1932 begann Martin ein Studium an der Universität Cambridge. Zunächst beschäftigte er sich dort mit physikalischer Chemie, später mit Ernährungswissenschaften. 1938 wechselte er zu einem Textilforschungszentrum in Leeds. 1948 wurde er Mitglied des staatlichen britischen Medical Research Council. Im Jahr 1950 wurde er Fellow der Royal Society. Bis 1952 leitete er hier die Abteilung für physikalische Chemie des Nationalen Instituts für Medizinische Forschung, später war er chemischer Berater. Seit 1959 war er Direktor der privaten Abbotsbury Laboratories Ltd.
Nach seiner Pensionierung an der University of Sussex war er Gastprofessor sowohl an der University of Houston in Texas als auch an der EPFL (École Polytechnique Fédérale de Lausanne) in der Schweiz.

## Werk
Martins Interesse an Biochemie wurde durch seinen Professor in Cambridge geweckt. Dort beschäftigte er sich mit der Isolierung von Vitamin E und den Auswirkungen von Vitamin-E-Mangel. Er entwickelte hierfür Methoden zur Extraktion und der Chromatographie. Die Verteilungschromatographie entwickelte Martin während er an der Isolierung von Aminosäuren arbeitete. Später forschte er an Vitamin B2 und einem Mangel daran. Neben vielen anderen Auszeichnungen erhielt Martin, gemeinsam mit Richard L. M. Synge, im Jahr 1952 den Nobelpreis für Chemie für ihre Erfindung der Verteilungschromatographie.